# 奉化縣
奉化县，中国旧县名，始建制于唐朝，现浙江省宁波市奉化区。

## 历史沿革
秦朝灭楚国后，越地归入秦国疆域，秦王政于统一六国的前一年即公元前222年设置了鄞、鄮、句章（句读音为勾）三县，均属会稽郡下辖。鄞县的区域包括今宁波的海曙区及奉化、象山一带，县治设在今奉化白杜。鄮县的区域包括今宁波鄞州区、北仑区及舟山群岛，治所设在宝幢附近的鄮山同谷，即今五乡镇同岙村，旧称鄮廓。句章县包括今市区江北和今海曙区、旧时慈溪、余姚一带地方，治所在今慈城附近的乍山城山渡。
公元前206年，楚霸王项羽封英布为九江王，统有九江、彰、会稽三郡之境，鄞县与鄮县、句章均属九江国。
秦朝亡后，汉朝袭秦制，仍置鄞县。西汉初期分封刘姓诸侯王和有功异姓王，鄞、鄮、句章等县先属刘贾的荆国，后属刘濞的吴国。
汉景帝时（公元前154年），发生了诸侯国反叛中央的“七王之乱”，吴王刘濞是反叛首领。三个月后，叛乱平息，刘濞被诛，吴地削藩，鄞县复属会稽郡。新朝王莽天凤元年（公元14年），王莽把鄮县改为海治县，把鄞县改为谨县，仍属会稽郡。
东汉建立后，光武帝在建武（公元25~56年）初年，废谨县名，复改为鄞县。
纵观秦汉两代，鄞县县治在白杜，历来归会稽郡所辖，其县境兼有今海曙区、鄞州区、奉化及宁海象山部分之地，重心在今奉化。
唐开元二十六年（738年）设奉化县。奉化名由来，有三说：
- 元丰《九域志》：“州曰明，郡曰奉化，以郡名名县。”
- 南宋乡人陈著：“奉化为邑，以民皆乐于奉承王化得名。”
- 明朝嘉靖《奉化县图志》：“县东南五里，有山特起曰奉化。”

奉化自建县以来，区划多有变动。元朝元贞元年（1295年）升为州，明朝洪武二年 （1369年）复为县。
1988年10月13日撤县设市。2001年，配合经济和社会发展，对乡镇行政区划进行调整行程5街道、6镇的格局。2016年10月，奉化撤市设区，成立宁波市奉化区。
著名人物：
- 蔣介石： 已故的中華民國總統

- 司徒志勲： 研究玉石文化的學者，著作有《盛世說玉》，《碎石留痕》等等.